# Montagnac-Montpezat
Montagnac-Montpezat ist eine französische Gemeinde mit 405 Einwohnern (Stand 1. Januar 2022) im Département Alpes-de-Haute-Provence in der Region Provence-Alpes-Côte d’Azur. Sie gehört zum Kanton Valensole im Arrondissement Forcalquier. Die Bewohner nennen sich die Montagnacais und die Montpezatiens.
Die angrenzenden Gemeinden sind Riez im Norden, Roumoules im Nordosten, Sainte-Croix-du-Verdon im Osten, Baudinard-sur-Verdon im Südosten, Artignosc-sur-Verdon im Süden, Saint-Laurent-du-Verdon und Esparron-de-Verdon im Südwesten sowie Allemagne-en-Provence im Westen. 

## Geschichte
Montagnac-Montpezat entstand am 1. Januar 1974 durch die Zusammenlegung von Montpezat und Montagnac. Erstere zählte gemäß der Volkszählung im Jahr 1968 acht und letztere 185 Einwohner.

### Bevölkerungsentwicklung
| Jahr      | 1962 | 1968 | 1975 | 1982 | 1990 | 1999 | 2008 | 2012 |
| --------- | ---- | ---- | ---- | ---- | ---- | ---- | ---- | ---- |
| Einwohner | 208  | 193  | 162  | 215  | 279  | 321  | 413  | 411  |

## Sehenswürdigkeiten
- Kirche Saint-Julien in Montpezat, Monument historique